# 二氯荧光素
二氯荧光素（DCF）是一种荧光素族的有机染料，2和7位由氯取代。
它在法扬司银量法中用作指示剂。
它也被用于细胞抗氧化活性（CAA）的测定中。二氯氢化荧光素是一种留在细胞内的探针，易被氧化为荧光的二氯荧光素。该方法用于测定化合物阻碍由2,2'-偶氮二(2-脒基丙烷)二盐酸盐（ABAP）产生的过氧自由基在人肝癌HepG2细胞中生成DCF的能力。